# Friedrich Wilhelm Gotter
Friedrich Wilhelm Alfred Gotter (Gotha, 3 settembre 1746 – Gotha, 18 marzo 1797) è stato un poeta e drammaturgo tedesco.
Dopo la conclusione del corso universitario a Gottinga, fu nominato vicedirettore dell'archivio di Gotha. In seguito si recò a Wetzlar, sede delle corti imperiali di diritto, dove prestò servizio come segretario della legazione di Sassonia-Coburgo-Gotha.
Legato ai canoni del teatro classico francese, in opposizione allo stile dello Sturm und Drang, scrisse poesia e drammi d'argomento classico (Medea, 1775) e fondò con Heinrich Christian Boie la rivista Göttinger Musenalmanach ("Almanacco delle Muse di Gottinga", 1770-1776).